# 久々野体育館
久々野体育館（くぐのたいいくかん）は、岐阜県高山市にある市設の体育館である。
指定管理者制度によりNPO法人ふるさとが管理運営を行っている。1991年（平成3年）10月に開館。

## 施設
1階
- 屋内ゲートボール場（2面）

2階
- 体育館 - 可能種目：バレーボール（3面）、バスケットボール（2面）、バドミントン（8面）。
- トレーニング室
- 会議室

3階
- 卓球室（7台）

## 概要
- 休館日：毎月第3月曜日、12月29日 - 1月3日
- 開館時間：8時30分 - 22時00分
- 所在地：〒509-3214 岐阜県高山市久々野町無数河818番地1